# Victòria Pujolar
Victòria Pujolar Amat (Barcelona, 26 de julho de 1921 – Madri, 24 de junho de 2017) foi uma ativista republicana espanhola e membro do Partido Socialista Unificado da Catalunha. Perseguida pelo regime de Franco, ela enfrentou tortura, prisão e o exílio. Viveu na França, na Tchecoslováquia e na Romênia.
Nunca abandonou a luta política e foi a primeira voz a falar em catalão na clandestina Rádio España Independiente, mais conhecida como La Pirenaica, com sede em Bucareste. Além do ativismo, também se destacou como atleta e pintora.

## Biografia
Victòria nasceu em Barcelona, em 1921, em uma família de ideais progressistas. Seu pai, Joan Pujolar Marich, trabalhava na Generalitat da Catalunha, e sua mãe, Merè Amat Duran, atuava no Registro Civil. Desde pequena, Victòria demonstrava grande interesse por arte e esportes. Ela fez o ensino fundamental na escola Mutua Escolar Blanquerna e o ensino médio no Instituto Escola da Barceloneta, em Barcelona.

## Segunda Guerra Mundial
Victòria viveu os horrores da Guerra Civil Espanhola e os bombardeios em Barcelona. Em 1939, com a derrota do lado republicano, a então adolescente Victòria foi para o exílio junto com os pais, para a cidade de Toulouse, na França. Durante a Segunda Guerra Mundial, com a região sob ocupação alemã, ela foi interceptada sem documentos e enviada ao campo de concentração de Récébédou, ao sul de Toulouse. Conseguiu fugir do local com a mãe e a irmã.
Pujolar se juntou à Juventude Socialista Unificada (JSU), ligada ao Partido Socialista Unificado da Catalunha (PSUC), e em 1944 retornou a Barcelona para integrar a resistência antifascista. Conseguiu emprego como editora no primeiro dicionário Vox e depois passou a trabalhar no estúdio gráfico da Editora Bruguera. Foi nomeada secretária-geral da Joventut Socialista Unificada de Catalunya (JSUC). Usava o codinome Anna e, com sua aparência elegante de uma típica Chica del Eixample (jovem do bairro nobre de Eixample), conseguia passar despercebida enquanto organizava contatos da guerrilha na cidade. No entanto, uma denúncia resultou em sua prisão e também na de vários militantes, entre eles o guerrilheiro Francesc Serrat, conhecido como Pujolar Sisquet, então líder da JSU, que mais tarde seria executado.
Levado ao porão da delegacia da Vía Layetana, em Barcelona, Victòria foi interrogada, agredida e torturada pelos irmãos Vicente e Antonio Juan Creix, temidos policiais da Brigada Político-Social, sob o comando do comissário Eduardo Quintela. Ficou presa por mais de um ano na Prisão Feminina de Les Corts, aguardando julgamento. Lá, assumiu um papel de liderança entre as detentas, incentivando a prática de esportes e tornando-se capitã do time de basquete da prisão. Também pintou os cenários de algumas peças teatrais organizadas pelas freiras em ocasiões especiais.
Durante sua estadia na prisão, conviveu com outras comunistas como Tomasa Cuevas, Isabel Vicente García, Ángela Ramis e Adelaida Abarca Izquierdo, esta última nascida em Madri e ex-integrante do grupo Las Trece Rosas. Por ser jovem na época da repressão, Adelaida escapou da pena de morte, mas foi condenada a 20 anos de prisão. Com seu perfil discreto e habilidades organizacionais, Adelaida conquistou a confiança dos administradores do presídio e passou a trabalhar no escritório da prisão, onde manipulava cartas, fichas e registros. Foi graças a essa posição que ela conseguiu facilitar a fuga de Victòria Pujolar, aproveitando-se de sua transferência para Madri, onde seria julgada por corte marcial.
Pouco tempo depois, Adelaida Abarca e Ángela Ramis também conseguiram escapar da prisão.

## Exílio
Com a ajuda de amigos e familiares, Victòria conseguiu atravessar a fronteira com a França e chegar à casa dos pais em Toulouse. Em 1947, conheceu o jornalista e líder comunista Federico Melchor Fernández, que havia acabado de retornar do exílio no México. Os dois se casaram e tiveram quatro filhos.
O casal se estabeleceu em Paris, mas, com o acirramento da Guerra Fria, o governo francês expulsou todos os líderes comunistas estrangeiros do país. Diante disso, decidiram se mudar para Praga, onde conheceram a escritora e militante Teresa Pàmies. Mais tarde, Federico foi convocado a seguir para Bucareste, na Romênia, para dirigir a Rádio España Independiente (REI), e lá se reuniram com o coletivo catalão exilado, que incluía nomes como Josep Bonifaci i Mora e, posteriormente, Jordi Solé Tura.
Emili Vilaseca, responsável pelas transmissões da rádio em catalão, sugeriu que Victòria fizesse um teste de voz. Ela foi aprovada e se tornou a primeira locutora da emissora. Falando aos ouvintes da clandestina Rádio Pirenaica em catalão, usava o pseudônimo Montserrat Canigó. Durante anos, conciliou esse trabalho com seus estudos de pintura e artes plásticas no Instituto de Belas Artes Nicolae Grigorescu.

## Retorno à Espanha
Em 1966, a família retornou a Paris, e Victòria Pujolar passou a colaborar com Dolores Ibárruri e Irene Falcón na organização Mujeres Españolas Antifascistas. Também trabalhou como diagramadora e ilustradora na equipe editorial do jornal Mundo Obrero até 1974. A morte do ditador Francisco Franco abriu caminho para a transição democrática na Espanha. Com a legalização do Partido Comunista Espanhol (PCE), o casal pôde se mudar para Madri. Federico Melchor continuou à frente da publicação Mundo Obrero e integrou o comitê executivo do PCE até sua morte, em 1985. Já Pujolar se dedicou inteiramente à pintura, realizando três exposições retrospectivas: em Paris, em 1992; na Sala Blanquerna, em Madri, em 2002; e na biblioteca Francesca Bonnemaison, em Barcelona, em 2005.

### Morte
Victòria faleceu em Madri em 24 de junho de 2017, aos 95 anos.

## Reconhecimento
Em 2016, o cineasta francês Jorge Amat, filho de Victòria Pujolar, dedicou a ela o documentário La memoria rota (Memória Partida).
Em 2021, o Instituto Catalão da Mulher promoveu as comemorações do centenário de nascimento de Pujolar, com apoio do Governo da Generalitat da Catalunha. A programação incluiu o lançamento de um livro biográfico e diversas exposições.
Em janeiro de 2022, foi inaugurada em Barcelona, na Fundação Felícia Fuster, a exposição de sua obra artística 'Victòria Pujolar Amat - Diari Íntim (Diário Íntimo), com curadoria da historiadora da arte Esther Rodríguez Biosca.
A jornalista Elvira Altés também organizou a mostra Qui és Victòria Pujolar Amat? (Quem é Victòria Pujolar Amat?), dedicada a apresentar sua trajetória ao grande público.